# Каркавелуш
Каркавелуш (порт. Carcavelos)  — португальский населённый пункт. Составная часть объединённой фрегезии Каркавелуш-Пареде, входит в муниципалитет Кашкайш. Находится в составе крупной городской агломерации Большой Лиссабон, которая входит в Лиссабонский регион.
В 2013 году объединен с Пареде во фрегезию Каркавелуш-Пареде.
Население составляло 23 347 человек на 2011 год. Каркавелуш занимает площадь 4,37 км².
Покровительницей Каркавелуша является Богоматерь Исцеляющая.
В середине XVIII века первый министр короля, маркиз де Помбал, владевший местными виноградниками, стал производить по уникальной технологии полусухие креплёные вина коньячного цвета с ореховым букетом, получившие название «Каркавелуш». В 1960-е и 1970-е годы почти все виноградники были отданы под застройку жильём, в связи с чем производство этого некогда знаменитого вина почти прекратилось.
Из-за размера океанских волн пляжи Каркавелуша привлекательны для сёрферов. Прямо к востоку от главного пляжа сохранилась внушительная бастионная крепость в стиле Вобана — Сау-Жулиау-де-Барра, которая не является музеем и имеет военное значение.